# Bigla Cycling Team 2008
Questa voce raccoglie le informazioni riguardanti la Bigla Cycling Team nelle competizioni ufficiali della stagione 2008.

## Stagione
La squadra ciclistica svizzera Bigla Cycling Team partecipò, nella stagione 2008, alla UCI Women's Road World Cup, senza ottenere alcuna vittoria, e chiuse al sesto posto nella classifica della Coppa del mondo UCI.

## Organico

### Staff tecnico
GM=General manager; DS=Direttore sportivo.
|  | Naz.                | Ruolo | Sportivo        |  |  |  |
|  | ------------------- | ----- | --------------- |  |  |  |
|  | Svizzera (bandiera) | GM    | Fritz F. Boesch |  |  |  |
|  | Svizzera (bandiera) | DS    | Sven Montgomery |  |  |  |
|  | Svizzera (bandiera) | DS    | Emil Zimmermann |  |  |  |
|  | Svizzera (bandiera) | DS    | Felice Puttini  |  |  |  |

### Rosa
|  | Naz.                  |  | Sportivo            | Anno |  |  |
|  | --------------------- |  | ------------------- | ---- |  |  |
|  | Svezia (bandiera)     |  | Veronica Andréasson | 1981 |  |  |
|  | Svizzera (bandiera)   |  | Nicole Brändli      | 1979 |  |  |
|  | Italia (bandiera)     |  | Noemi Cantele       | 1981 |  |  |
|  | Austria (bandiera)    |  | Andrea Graus        | 1979 |  |  |
|  | Svizzera (bandiera)   |  | Jennifer Hohl       | 1986 |  |  |
|  | Svezia (bandiera)     |  | Monica Holler       | 1984 |  |  |
|  | Svizzera (bandiera)   |  | Bettina Kuhn        | 1982 |  |  |
|  | Svizzera (bandiera)   |  | Andrea Thürig       | 1978 |  |  |
|  | Svizzera (bandiera)   |  | Sereina Trachsel    | 1981 |  |  |
|  | Svizzera (bandiera)   |  | Andrea Wolfer       | 1987 |  |  |
|  | Kazakistan (bandiera) |  | Zulfia Zabirova     | 1973 |  |  |

## Palmarès

### Corse a tappe
- Rund um Schönaich

Classifica generale (Veronica Andréasson)
- Thüringen Rundfahrt der Frauen

3ª tappa (Noemi Cantele)
- Giro della Toscana Femminile-Memorial Michela Fanini

6ª tappa (Monica Holler)
- Giro del Trentino Internazionale Femminile

3ª tappa (Andrea Thürig)
- Tour de l'Aude Cycliste Féminin

3ª tappa (Zulfia Zabirova)
7ª tappa (Zoulfia Zabirova)

### Corse in linea
- Giro del Lago Maggiore-GP Knorr (Nicole Brändli)
- Leo Wirth Strassenrennen (Nicole Brändli)
- Gran Premio Comuni di Riparbella e Montescudaio (Noemi Cantele)
- GP Città di Cornaredo (Andrea Graus)
- Frenkendorf (Bettina Khun)
- Tour de Berne (b) (Sereina Trachsel)
- Bern-West (Sereina Trachsel)
- Diessenhofen (Andrea Wolfer)

### Campionati nazionali
- Campionati kazaki

In linea (Zulfia Zabirova)
Cronometro (Zulfia Zabirova)
- Campionati svizzeri

In linea (Jennifer Hohl)
- Campionati svizzeri su pista

Omnium (Andrea Wolfer)

## Classifiche

### UCI Women's World Cup
Individuale
Piazzamenti delle atlete del Bigla Cycling Team classifica individuale dell'UCI Women's World Cup 2008.
| Pos. | Ciclista            | Punti |
| ---- | ------------------- | ----- |
| 17   | Monica Holler       | 71    |
| 23   | Andrea Thürig       | 61    |
| 31   | Nicole Brändli      | 46    |
| 41   | Noemi Cantele       | 35    |
| 97   | Bettina Khun        | 10    |
| 98   | Veronica Andréasson | 10    |
| 101  | Zulfia Zabirova     | 9     |
| 124  | Jennifer Hohl       | 3     |

Squadra
La Bigla Cycling Team chiuse in sesta posizione con 244 punti.